# الإسلام في سانت كيتس ونيفيس
سانت كيتس ونيفيس بلد ذات أغلبية مسيحية والإسلام هو دين أقلية. بسبب الطبيعة العلمانية لدستور البلاد يتمتع المسلمون بحرية الدعوة وبناء المساجد في البلاد.
وفقا لتقرير مركز بيو للدراسات عام 2009، يشكل المسلمون ما يقرب من 0.1٪ من سكان سانت كيتس ونيفس. بالجزيرتين مركزين إسلاميين وعدة جمعيات إسلامية. توجد منظمات للطلاب المسلمين أيضًا في الجامعات المحلية مثل كلية الطب بجامعة وندسور.

## هوامش
1. ↑  (بالإنجليزية) MAPPING THE GLOBAL MUSLIM POPULATION نسخة محفوظة 19 يونيو 2018 على موقع واي باك مشين., October 2009, Pew Forum on Religion & Public Life "نسخة مؤرشفة" (PDF). مؤرشف من الأصل في 2013-07-25. اطلع عليه بتاريخ 2019-09-22.{{استشهاد ويب}}:  صيانة الاستشهاد: BOT: original URL status unknown (link)
2. ↑  Saint Kitts Nevis Accurate Prayer Times أوقات الصلاة , Qiblah, Qibla اتجاه القبلة Mosques (Masjids), Islamic Centers, Organizations and Muslim Owned Businesses, Athan Azan Adh... نسخة محفوظة 04 مارس 2016 على موقع واي باك مشين.
3. ↑  "Support Us In Building A House of Allah". windsormsa.org. مؤرشف من الأصل في 2013-12-30. اطلع عليه بتاريخ 2013-12-30.